# 관코박쥐속
관코박쥐속(Murina)은 애기박쥐과에 속한 박쥐 속이다. 37종으로 이루어져 있다.

## 하위 종
| - 청동색관코박쥐 (M. aenea) - 안남관코박쥐 (M. annamitica) - 작은관코박쥐 (M. aurata) - 발라관코박쥐 (M. balaensis) - 벨제부브관코박쥐 (M. beelzebub) - 이색관코박쥐 (M. bicolor) - 황금털관코박쥐 (M. chrysochaetes) - 둥근귀관코박쥐 (M. cyclotis) - 메콩박쥐 (M. eleryi) - 판징산관코박쥐 (M. fanjingshanensis) - 회색관코박쥐 (M. feae) - 피오나관코박쥐 (M. fionae) - 플로레스관코박쥐 (M. florium) - 검은관코박쥐 (M. fusca) - 가는관코박쥐 (M. gracilis) - 피터스관코박쥐 (M. grisea) - 기옌관코박쥐 (M. guilleni) - 달랏관코박쥐 (M. harpioloides) - 해리슨관코박쥐 (M. harrisoni) - 금강산관코박쥐 (M. hilgendorfi) | - 허턴관코박쥐 (M. huttoni) - 포르모사황금관코박쥐 (M isodon) - 자인티아관코박쥐 (M. jaintiana) - 콘툼관코박쥐 (M. kontumensis) - 관코박쥐 (M. leucogaster) - 베트남관코박쥐 (M. lorelieae) - 오렌지색관코박쥐 (M. peninsularis) - 우림관코박쥐 (M. pluvialis) - 타이완관코박쥐 (M. puta) - 은둔관코박쥐 (M. recondita) - 북부보르네오관코박쥐 (M. rozendaali) - 류큐관코박쥐 (M. ryukyuana) - 쉬푸관코박쥐 (M. shuipuensis) - 숲관코박쥐 또는 일본작은관코박쥐 (M. silvatica) - 갈색관코박쥐 (M. suilla) - 쓰시마관코박쥐 (M. tenebrosa) - 스쿨리관코박쥐 (M. tubinaris) - 우수리관코박쥐 (M. ussuriensis) - 월스턴관코박쥐 (M. walstoni) |